# Volkspolizei
Deutsche Volkspolizei (česky „Německá lidová policie“), běžně známá jako Volkspolizei nebo VoPo, byla národní policie Německé demokratické republiky od roku 1945 do roku 1990. Volkspolizei byla vysoce centralizovaná agentura odpovědná za většinu civilních vymáhání práva ve východním Německu. V době největšího rozmachu čítala na 257 500 příslušníků.

## Vznik

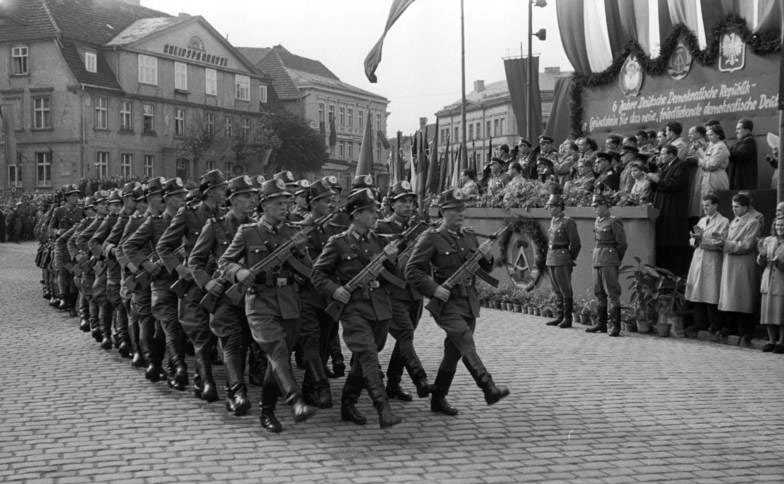
Přehlídka Volkspolizei ve městě Neustrelitz roku 1955, v rukou mají německé útočné pušky StG 44

Volkspolizei byla fakticky založena v červnu 1945, kdy sovětská vojenská správa v Německu (SVAG) zřídila ústřední policejní síly v oblastech nacistického Německa, které obsadila po druhé světové válce. SVAG schválila vyzbrojení policejních sil na úrovni komunity 31. října 1945, ale přesto zůstala nemilitarizovanou silou a v roce 1946 měla Volkspolizei asi 22 000 příslušníků. První policisté byli většinou bývalí důstojníci Wehrmachtu, kteří se stali komunisty, stejně jako bývalí němečtí členové mezinárodních brigád ve Španělské občanské válce. Volkspolizei byla organizována ve stejném stylu jako Milice v Sovětském svazu. V listopadu 1946 měla Volkspolizei více než 45 000 důstojníků. V této době SVAG schválila vytvoření pohraniční policie, složky Volkspolizei, aby se zabránilo masové emigraci do západního Německa. V prosinci vznikla další podřízená složka Transportpolizei (železniční policie). Policejní sbor se v této době potýkal s několika problémy - podíl nevyškolených příslušníků mezi 65 a 95 % podkopával jeho profesionalitu. Do roku 1948 se počet členů Volkspolizei zvýšil na přibližně 65 000, ale stále existovaly problémy s politickou nespolehlivostí a nedostatečnou odbornou způsobilostí, což v roce 1949 vyvolalo propouštění 10 000 členů. To způsobilo, že 86 % jeho příslušníků byli nyní členové vládnoucí Sjednocené socialistické strany Německa. Od května 1949, tři měsíce před založením NDR, byla formálně označována jako Deutsche Volkspolizei.

## Podřízené organizace
- Oddělení kriminálního vyšetřování (Hauptabteilung Kriminalpolizei)
- Oddělení železniční policie (Hauptabteilung Transportpolizei)
- Registrační oddělení (Hauptabteilung Pass- und Meldewesen)
- Oddělení dopravní policie (Hauptabteilung Verkehrspolizei)
- Uniformované policejní oddělení (Hauptabteilung Schutzpolizei)
- Hasičský sbor (Hauptabteilung Feuerwehr)

## Činnost
Pokud jde o obecné policejní povinnosti, Volkspolizei se zabývala trestnou činností v konvenčním pojetí, jako jsou krádeže, vraždy atd., ale plnila také úkoly, jako je ochrana hranic, kontrola totožnosti, kontrola dopravy a ochrana citlivých budov a oblastí, z nichž každá byla prováděna specializovanými útvary. Kritickou součástí Volkspolizei byla „místní policie“, zavedená od roku 1952, kdy každý občan NDR měl svého „sekčního komisaře“. Po povstání v roce 1953 ve východním Německu se počet poboček Volkspolizei téměř zdvojnásobil. Účelem Volkspolizei bylo navázat a pěstovat „úzké spojení“ s obyvatelstvem své části, aby plnila konvenční policejní povinnosti a zároveň umožnila komunistické straně proniknout do společnosti při budování socialismu prostřednictvím státní moci.
Policejní funkce byly také rozšířeny mimo oficiální, placené síly prostřednictvím organizací, jako jsou bojové skupiny dělnické třídy (Kampfgruppen der Arbeiterklasse, KdA), obdoba československých Lidových milicí, organizované jednotky v továrnách a pracovištích v počtu kolem 400 000.
Efektivita Volkspolizei byla zpochybněna po povstání v roce 1953. Policejní stanice a soudní budovy byly napadeny a během nepokojů byly stanice Volkspolizei účinně paralyzovány, přičemž někteří členové se dokonce připojili k demonstrantům. Ústřední stranická zpráva z 18. června 1953 dospěla k závěru, že: „Je třeba zastavit všeobecný jev 17. června, že lidé pouze pozorovali, stáhli se nebo se nechali ignorovat nebo odzbrojit.“ Toto selhání příslušníků Volkspolizei zapojit se do konfrontace byl další vážný problém strany.
V reakci na selhání policejní reakce byla zavedena větší koordinace mezi Stasi, Volkspolizei a armádou. Všechny tři organizace spolupracovaly pod místním, regionálním a ústředním vedením strany, pod celkovou kontrolou Rady národní obrany. Za eskalaci červnového povstání byla částečně zodpovědná neschopnost různých agentur spolupracovat. V reakci na to byla zavedena efektivnější koordinace, která měla zajistit rychlé potlačení potenciálních nepokojů a v krizových okamžicích, jako byl srpen 1968 v Československu. Efektivita těchto sil a úzká spolupráce mezi státními a stranickými orgány byla klíčovým faktorem pro udržení vnějšího zdání stability v letech 1953 až 1989.

## Přísaha
Každý příslušník Volkspolizei musel složit následující přísahu.
| Originál Ich schwöre meinem sozialistischen Vaterland, der Deutschen Demokratischen Republik und ihrer Regierung allzeit treu ergeben zu sein, Dienst- und Staatsgeheimnisse zu wahren und die Gesetze und Weisungen genau einzuhalten. Ich werde unentwegt danach streben, gewissenhaft, ehrlich, mutig, diszipliniert und wachsam meine Dienstpflichten zu erfüllen. Ich schwöre, daß ich, ohne meine Kräfte zu schonen, auch unter Einsatz meines Lebens, die sozialistische Gesellschafts-, Staats- und Rechtsordnung, das sozialistische Eigentum, die Persönlichkeit, die Rechte und das persönliche Eigentum der Bürger vor verbrecherischen Anschlägen schützen werde. Sollte ich dennoch diesen meinen feierlichen Eid brechen, so möge mich die Strafe der Gesetze unserer Republik treffen. | Český překlad Přísahám, být vždy loajální své socialistické vlasti, Německé demokratické republice a její vládě, zachovávat úřední a státní tajemství a přísně dodržovat zákony a rozkazy. Budu se neochvějně snažit plnit své úřední povinnosti svědomitě, čestně, odvážně, bedlivě a disciplinovaně. Přísahám, že budu bez výhrad s nasazením života chránit socialistický, společenský, státní a právní řád, socialistický majetek, soukromí, právo a osobní majetek občanů před zločinnými útoky. Pokud přesto poruším svou slavnostní přísahu, budu konfrontován trestem zákonů naší republiky. |

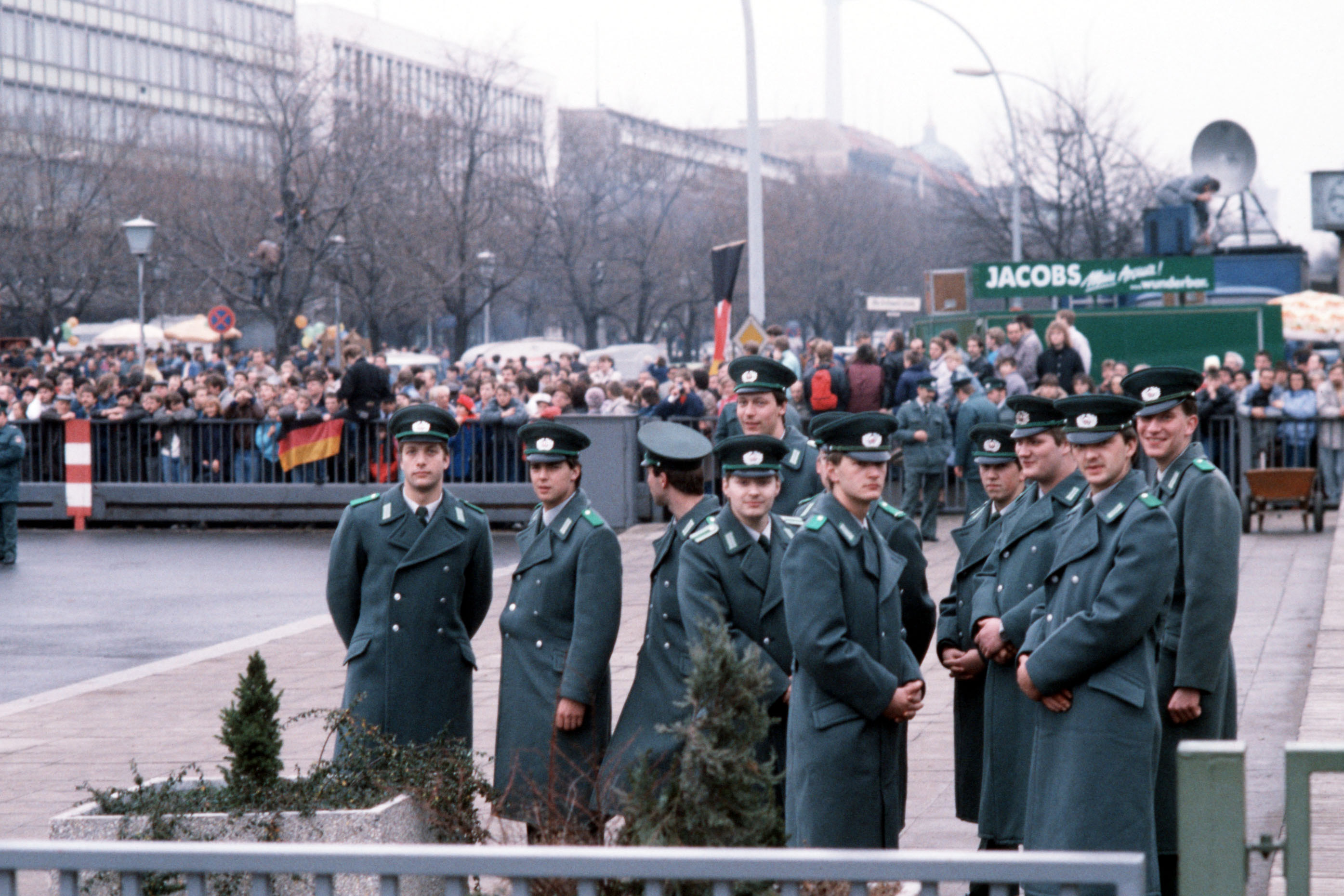
Příslušníci Volkspolizei při otevření Braniborské brány po pádu Berlínské zdi

## Členství
Nábor do Volkspolizei vyžadoval nejméně deset let vzdělání, odborný výcvik, vojenskou službu a pozitivní kádrový posudek. Po nástupu rekrut absolvoval pětiměsíční kurz na Policejní akademii (VP-Schule). Rozvrh obsahoval politickou výchovu, policejní právo, trestní právo, dále pak i procedury a kondiční cvičení ve vojenském stylu. Poté rekrut absolvoval šestiměsíční praktickou stáž. Od roku 1962 měla Volkspolizei vlastní školu v Berlíně-Biesdorfu, která do roku 1989 vyškolila kolem 3500 důstojníků. Existovalo několik dalších škol. Kasernierten Einheiten (kasárenské jednotky) měly vlastní výcviková zařízení. Důstojníci byli zpočátku cvičeni v armádních pozemních silách, od roku 1963 v důstojnické škole a od roku 1971 v důstojnické škole v Dresden-Wilder Mann.
Volkspolizei měla přibližně 80 000 policistů na plný úvazek a 177 500 dobrovolníků.
Spolu se zánikem NDR a sjednocením se Spolkovou republikou dne 3. října 1990 přešla moc nad policií na nově vytvořenou federální jurisdikci. Volkspolizei tak oficiálně zanikla sloučením v jeden celek s do té doby západoněmeckou Bundespolizei (Spolkovou policií), přičemž službu muselo opustit asi 40 % policistů Volkspolizei.